# قاعة سيتون ديلافال
قاعة سيتون ديلافال (بالإنجليزية: Seaton Delaval Hall)‏ هو منزل ريفي مدرج من الدرجة الأولى يقع في في نورثمبرلاند، إنجلترا. يقع بالقرب من الساحل شمالي نيوكاسل أبون تاين تقع بين سيتون هويس وقد تم تصميمه من قبل السير جون فانبرو عام 1718 ل الأدميرال جورج ديفال حتى تمت تسميتها بأسمه وهي الآن مملوكة من قبل الأمانة البريطانية.
تم إغلاق قاعة سيتون ديلافال بالكامل أمام الزوار في عام 2018 بسبب أعمال البناء. أعيد فتحه يوم السبت 16 فبراير 2019 من الخميس إلى الأحد فقط. ومع ذلك، فقد تم إفراغ الجناح الغربي من أثاثه ولوحاته، ولا يزال مغلقًا أمام الزوار حيث يتم إعادة تسقيفه بالكامل.
في عام 2020، أغلقت القاعة مرة أخرى أمام الزوار بسبب وباء كوفيد 19. أعيد افتتاح الحدائق في أواخر شهر يوليو للزوار الذين حجزوا تذاكرهم مسبقًا.
منذ الانتهاء من بناء المنزل في عام 1728، كان له تاريخ مؤسف. لم يعش المهندس ولا الراعي ليرى اكتماله؛ ثم مرت من خلال خلافة من الورثة، تعيش فقط بشكل متقطع. والأكثر ضررًا من ذلك كله، أنه في عام 1822، التهمت الكتلة المركزية بالنيران، وظلت قذيفة فارغة منذ ذلك الحين.
إن حدائق القاعة التي تعود للقرن الثامن عشر مدرجة في الدرجة الثانية في سجل الحدائق والمتنزهات التاريخية.

## قصة المكان
في عام 1775، رسم الفنان بورتريه نيوكاسل ويليام بيل لوحتين للقاعة تصوران الجبهتين الشمالية والجنوبية. رسم بيل أيضًا صورًا للعديد من سكان المنزل في ذلك الوقت، مما أكسبه رعاية اللورد ديلافال، الابن الأصغر لفرانسيس بليك ديلافال المذكور أعلاه. لا يزال من الممكن رؤية هذه اللوحات عادة في القاعة، ولكن ليس أثناء أعمال البناء الحالية.
في عام 1822، احترق المبنى المركزي بسبب حريق قيل أنه نتج عن تعشيش غربان في المداخن  من القسم الجنوبي الشرقي الأقرب إلى المنزل الرئيسي. تم هدم هذا الجناح في وقت لاحق، ولا يزال من الممكن رؤية فتحات مختلفة، مزججة الآن، توضح مكان انضمامه إلى الكتلة المركزية.

## التاريخ والعمارة
يُعرف أسلوب العمارة باسم الباروك الإنجليزي، استنادًا إلى هذا الأسلوب الذي أدخله إنيغو جونز في المملكة المتحدة. طور جون فانبرو النمط من الطراز الباروكي القاري الأكثر زخارفًا والأخف وزنا من الناحية المعمارية المشهور في أوروبا.
التصميم عبارة عن رواق بلوك مركزي، أو corps de logis، يحتوي على غرف الولاية والغرف الرئيسية، بين جناحين متجاورين. تحتوي الأجنحة على نتوء مركزي مكون من ثلاثة خلجان، تتوجها دعامة، يوجد على جانبيها 7 فتحات من النوافذ الجانبية فوق رواق في الطابق الأرضي.
كان الجناح الغربي يضم في الأصل أماكن إقامة ثانوية وخدمية. تضرر في حريق سابق لكنه أعيد إلى المخطط الأصلي، ويتميز بعمود كبير ويضم مطبخًا مقببًا مرتفعًا، وهو الآن صالون. يحتوي الجناح الشرقي على الاسطبلات، وهي غرفة يبلغ ارتفاعها ستين قدمًا ذات تصميم مذهب، مع أكشاك ومديرين من الحجر المناسب. وبحسب ما ورد كانت مستوحاة من الاسطبلات في هوبتون هاوس، التي صممها روبرت آدم. في عام 1768 كتب السير فرانسيس بليك ديلافال إلى أخيه: «أنا أقوم بوضع الإسطبل الكبير على خطة رأيناها في اللورد هوبتون عندما كنا في اسكتلندا، مع تقسيمات حجرية من الأكشاك.» كان سعيدًا جدًا بالنتائج التي أقامها السير فرانسيس حفل عشاء في الاسطبلات الجديدة.
يكون المبنى بين الجناحين يوجد فناء شرف، وهو فناء مفتوح كبير بطول 180 قدمًا (55 مترًا) وعرض 152.5 قدمًا (46.5 مترًا).
في حين أن المظهر الخارجي لا يزال مثالًا مثاليًا للباروك الإنجليزي في أفضل حالاته، فإن التصميمات الداخلية لغرف الدولة لا تزال غير محمية من النار.
يوجد أيضًا في الحديقة العقارية التي تبلغ مساحتها 400 فدان (160 هكتارًا) ضريحًا حجريًا، على بعد حوالي نصف ميل شرق القاعة، التي كانت ذات قبة مهيبة، قد اختفت الآن، ولكنها تحتفظ برواق يرتكز على أعمدة ضخمة متجانسة. الضريح محاط بفتحة دائرية من الحجر. أقامه اللورد ديلافال لابنه الوحيد، جون، الذي توفي عام 1775 عن عمر يناهز 19 عامًا، «نتيجة تعرضه للركل في عضو حيوي من قبل خادمة غسيل كان يدفع لها عناوينه». لم يُدفن أحد في الضريح، الذي لم يتم تكريسه أبدًا، ودُفن جون ديلافال المؤسف في دودنجتون في سانت بيتر، لينكولنشاير.
الضريح الآن مدمر وسقفه الرصاصي ذهب. أيضًا إلى الشرق في الحديقة المسورة توجد برتقال مواجه للجنوب، صممه المهندس المعماري ويليام إتي، الذي تعاون مع Vanbrugh  لها خمسة أقواس زجاجية مفصولة بأعمدة دوريك نصفية التمثال الموجود في الفناء الأمامي أمام المنزل هو شخصية رئيسية لداود، بحمالة فارغة، واقفة برفق فوق شكل  جالوت الرابض، وإبهامه مزدوجا داخل راحة يده. هذه نسخة من القرن الثامن عشر، ربما كتبها جون شيري، من رخام إيطالي من القرن السادس عشر بواسطة إما باتشيو باندينيلي أو أحد أتباع جيامبولونيا. تم إعادة وضع التمثال من أحد معاقل الزاوية في الحديقة. 
مسلة كبيرة تقود الحقول إلى الجنوب من القاعة؛ يمكن العثور على كعب الثانية على الجانب الشمالي من الطريق الذي يمر عبر القاعة، بجانب منعطف نيو هارتلي. تميزت هذه المسلة الثانية بالمكان الذي قُتل فيه الأدميرال جورج ديلافال في سقوط من حصانه عام 1723، قبل الانتهاء من قاعته الجديدة. بقيت قاعدة المسلة فقط، نصف مخبأة بالأشجار؛ إنه غير مكتوب.

## عنوان تفسيري
كما هو الحال مع العديد من المنازل القديمة الكبيرة، يُزعم أن سيتون ديلافال هول لديها شبح. وفقًا لكاتب سيرة العائلة فرانسيس أسكيم:

## صالة العرض

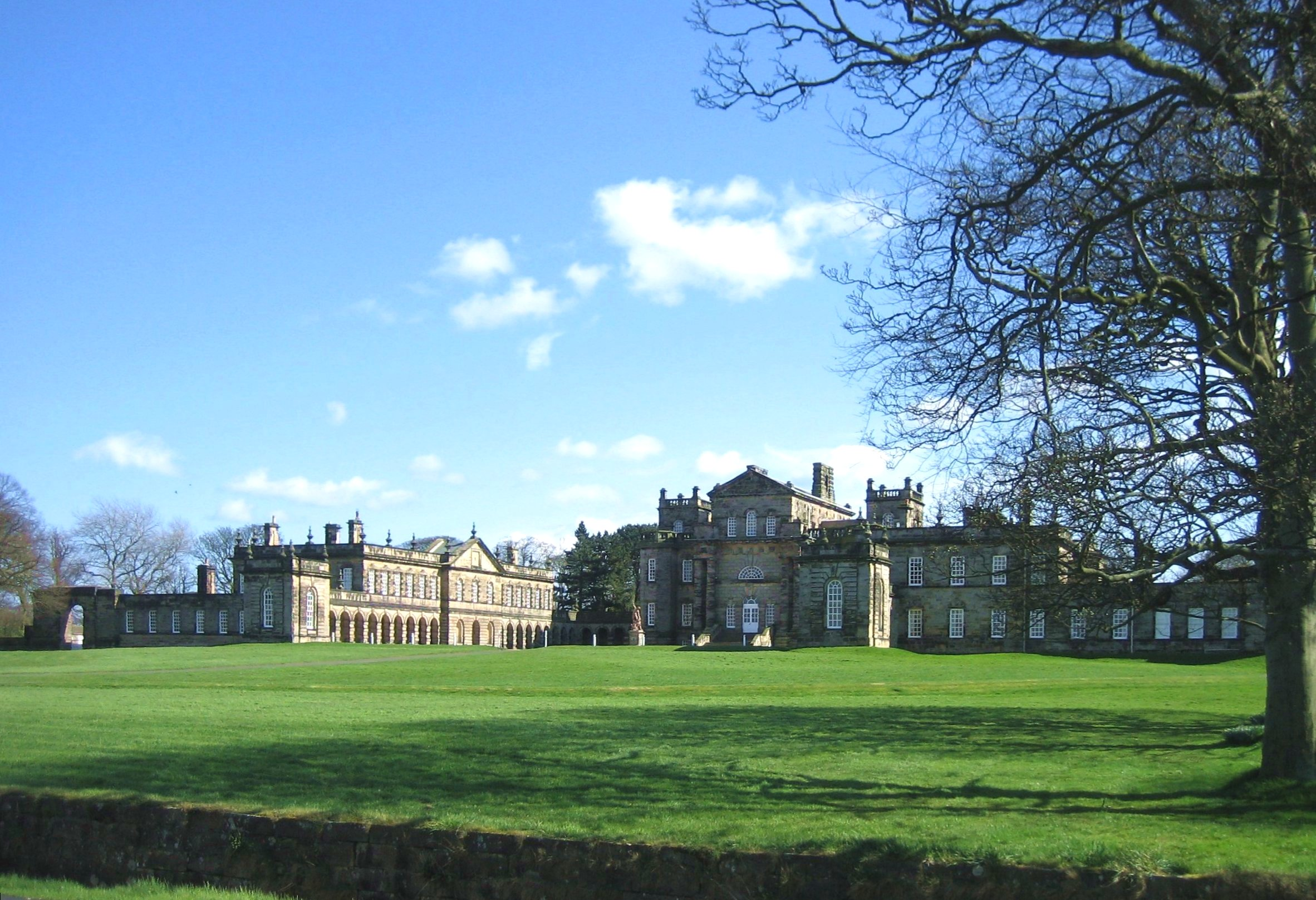
من الشمال الغربي
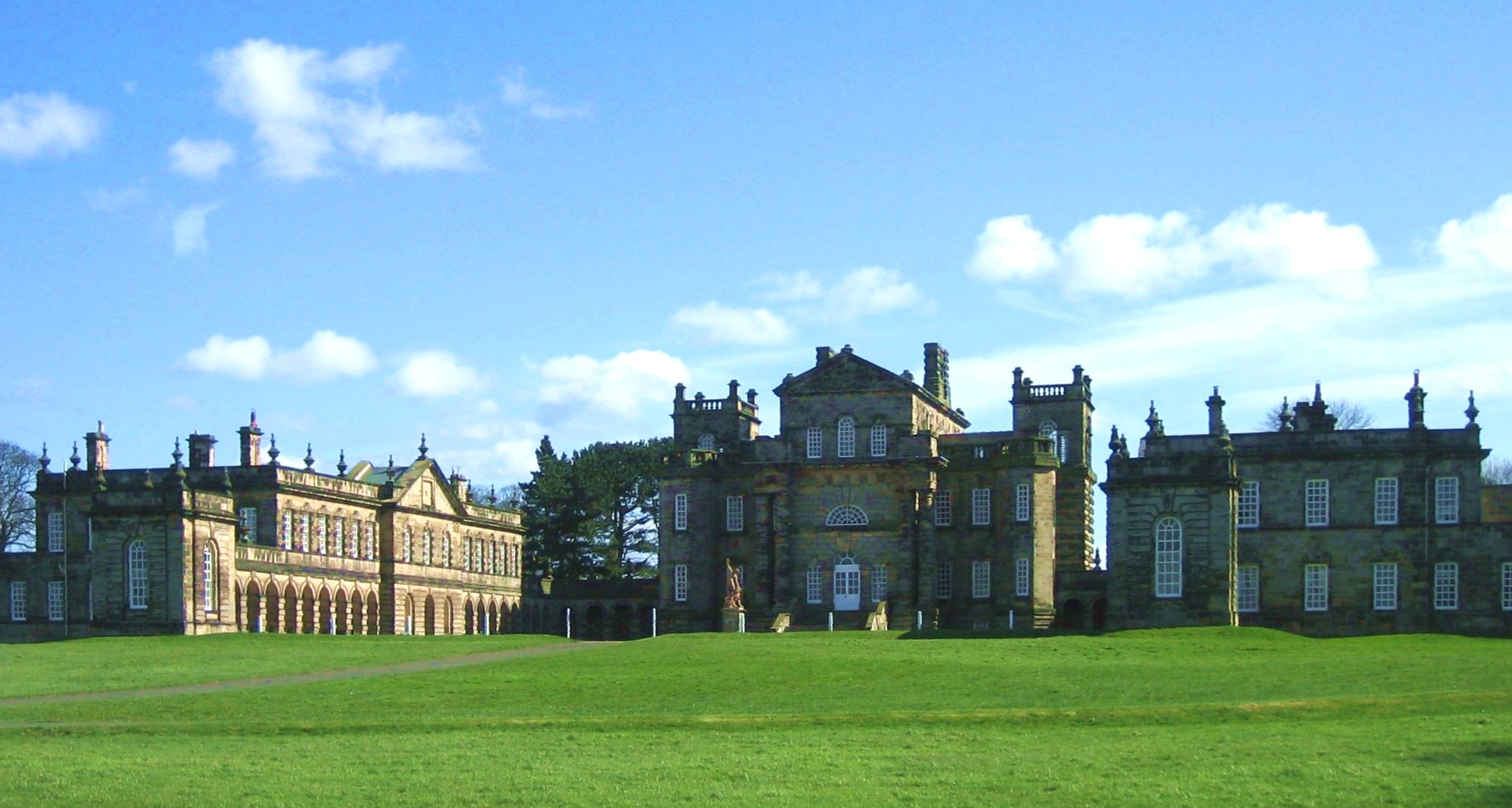
من الشمال الغربي بطريقة أوضح
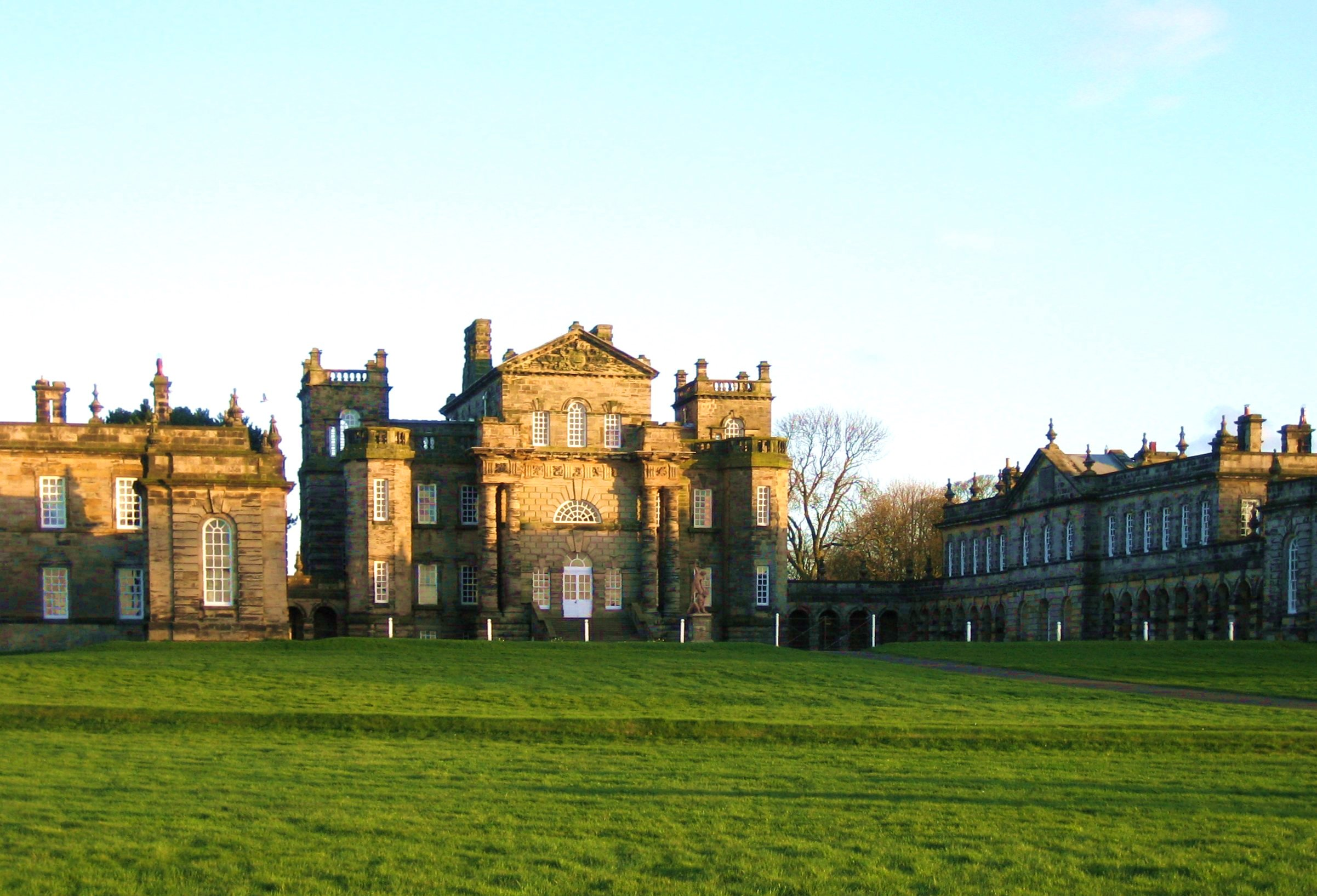
من الشمال
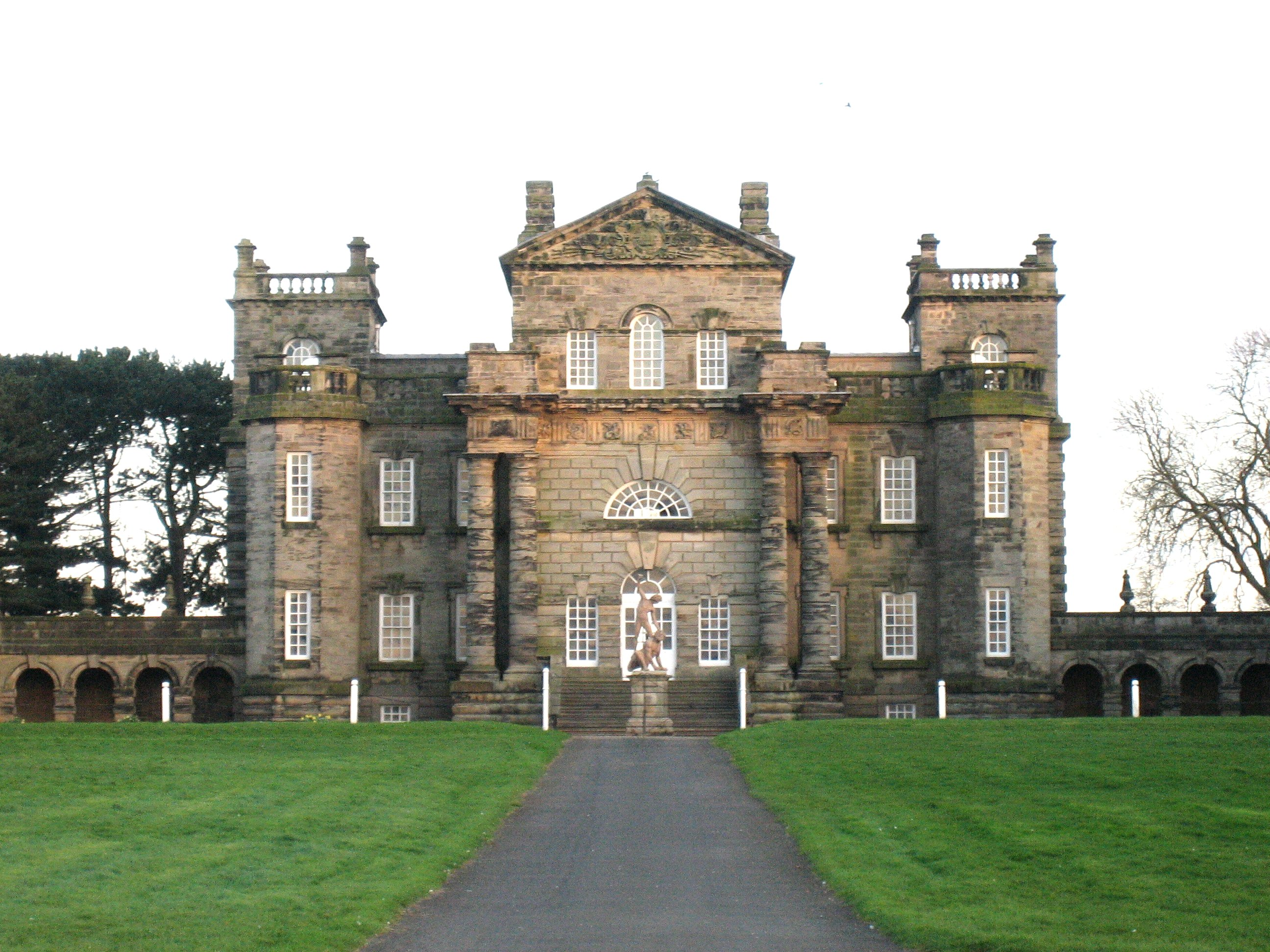
الكتلة المركزية من الشمال